# Sveriges Television

Sveriges Television flagga

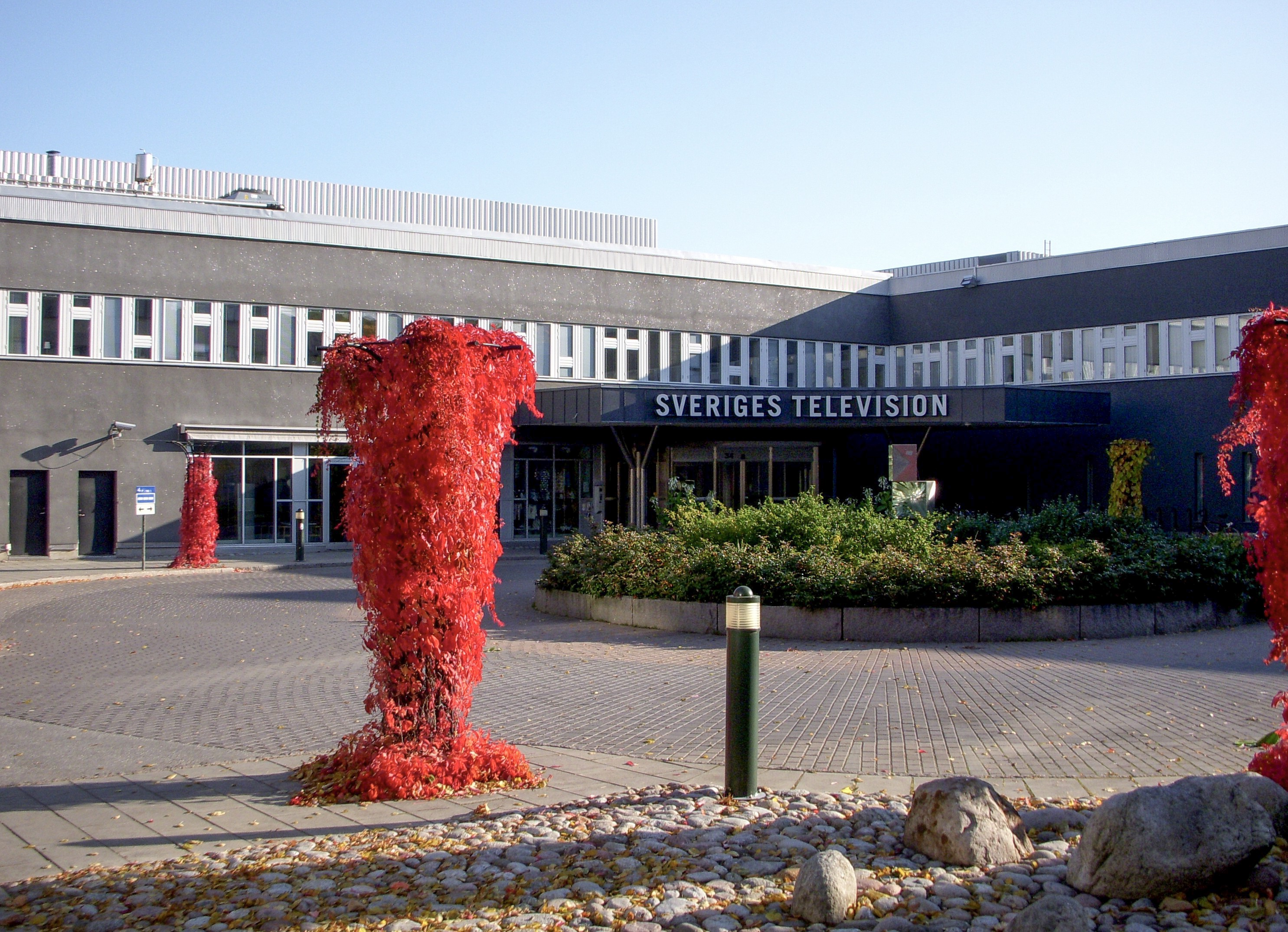
Sveriges Televisions entré från Oxenstiernsgatan i Stockholm, september 2008.

Sveriges Television Aktiebolag (förkortat SVT) är ett svenskt massmedieföretag som har riksdagens och regeringens uppdrag att självständigt bedriva televisionsverksamhet i allmänhetens tjänst ("public service"). 
Företaget ska garantera alla medborgare ett mångsidigt utbud av nyheter och kultur via tv, webb och andra publiceringsformer som präglas av kvalitet, mångfald, demokratiska och humanistiska värden samt en folkbildningsambition. SVT har dessutom ett särskilt ansvar för det svenska språket och dess ställning i samhället. Verksamheten ska bedrivas opartiskt och sakligt samt med beaktande av en vidsträckt yttrande- och informationsfrihet. Verksamheten finansieras av den statligt administrerade public service-avgiften. SVT ingår i det svenska totalförsvaret med särskilda skyldigheter vid höjd beredskap. 
Företaget ägs av Förvaltningsstiftelsen för SR, SVT och UR. Ledamöterna i SVT:s styrelse utses av styrelsen för Förvaltningsstiftelsen, som är tillsatt av regeringen. År 2024 tillträdde Christina Björklund som ordförande i SVT:s styrelse.
De reguljära TV-sändningarna i Sverige inleddes år 1956 som en verksamhet inom Radiotjänst, sedermera Sveriges Radio. I samband med att Sveriges Radio delades upp i fyra olika programbolag den 1 juli 1979 blev TV-verksamheterna inom SR ett eget bolag (SVT) med ansvar för televisionen.
Utbudet riktar sig till alla åldrar och det sända innehållet utgörs till största delen av fiktion, underhållning, sport, kultur och musik men även fritidsfakta, vetenskapsfakta, samhällsfakta och nyheter. De mest sedda programmen på SVT:s kanaler är i kategorierna nöje och sport.

## Uppdrag
Uppdraget regleras i ett sändningstillstånd som stadgar att SVT ska ansvara för den allmännyttiga produktionen och, tillsammans med Teracom, utsändningen av television i Sverige.
| ”                              | Sveriges Television AB (SVT) har till uppgift att bedriva tv-verksamhet i allmänhetens tjänst. Verksamheten ska präglas av oberoende och stark integritet och bedrivas självständigt i förhållande till staten som olika ekonomiska politiska och andra intressen och maktsfärer i samhället. Det är särskilt viktigt att SVT slår vakt om programområden som är betydelsefulla för allmänintresset. | „ |
| – Ur SVT:s sändningstillstånd. | |   |

## Historia

### Bakgrund

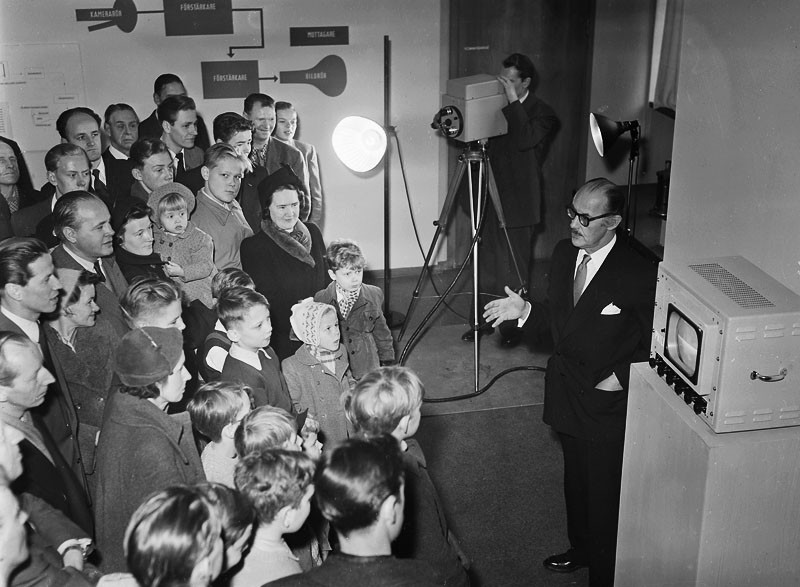
Philips demonstrerar television på Tekniska museet i Stockholm, november 1952.

När den nationella radion etablerades i Sverige på 1920-talet valde staten att använda en modell som liknande den som gällde i Storbritannien med ett licensfinansierat radiobolag, British Broadcasting Corporation (BBC). Det svenska radiobolaget, Radiotjänst, organiserades som ett aktiebolag som fick monopol på sändningarna. Radiotjänst ägdes av pressen (60 %) och radioindustrin (40 %). Staten ägde sändarmasterna genom Telegrafverket.
Trettio år senare, när även frågan om att införa television i Sverige blev aktuell tillsatte kommunikationsdepartementet i januari 1951 en utredning, Televisionsutredningen, som i oktober 1952 föreslog att det skulle påbörjas provsändningar. Förslaget ledde inte till någon proposition, men under våren 1954 fick filmbolaget Sandrews tillstånd att sända TV till och med maj 1955. Även Radiotjänst ansökte om att vid sidan om ljudradioproduktionen få börja sända TV-program.

### Provsändningar
Regeringen beviljade den 4 juni 1954 att Radiotjänst skulle få påbörja provsändningar. De inleddes i oktober. Även testsändningarna från Kungliga Tekniska högskolan (KTH) i Stockholm kom att ingå som en del i Radiotjänsts provsändningar. I november 1954 föreslog Televisionsutredningen att TV-verksamheten skulle licensfinansieras och få samma regelverk som radion, samt samordnas med den. 
Det första TV-program som annonserades i pressen sändes fredagen den 29 oktober 1954 och hette En skål för televisionen. Det sändes från en studio från Svea artilleriregementes före detta kasernetablissement vid Valhallavägen 117 i Stockholm.
Med början nyårsafton 1954 började även Karusellen att sändas i TV. I maj 1955 sändes ett fyra timmars underhållningsprogram från Operan till förmån för Polioinsamlingen. Club 100 blev samma år SVT:s första underhållningsprogram med Simon Brehm som programledare.

### Starten
Våren 1956 beslutade riksdagen att Radiotjänst skulle inleda reguljära TV-sändningar enligt samma public service-grundsatser som sedan tidigare gällde för ljudradion. Den 4 september samma år startade TV-sändningarna från den nybyggda Nackamasten. Detta brukar ses som televisionens officiella startdatum. Det första programmet var ett valprogram, Tänker ni rösta?. Från den 1 oktober 1956 blev innehav av TV-apparat licenspliktigt.
År 1957 kom TV-verksamheten igång på allvar med sändningar nästan varje dag. Radiotjänst bytte namn till Sveriges Radio i samband med bolagsstämman i oktober. Samtidigt med namnändringen breddades ägandet. Folkrörelserna kom nu att äga 40 procent av företaget på bekostnad av pressen (som ägde 40 procent) och näringslivet (20 procent). 1967 ökade folkrörelserna sin andel till 60 procent medan pressens andel minskades till 20 procent.
Världsmästerskapet i fotboll 1958 ses ofta som det evenemang som ledde till att televisionen slog igenom i Sverige. Även frågesportprogrammet 10 000-kronorsfrågan eller Kvitt eller dubbelt lockade många att skaffa TV-apparat. Det första nyhetsprogrammet Aktuellt startade den 2 september 1958.
Radiotjänst var en av grundarna till European Broadcasting Union (EBU) 1950. Den första Eurovisionssändningen i TV från Sverige, då operan Orfeus och Eurydike sändes från Drottningholms slott, skedde den 1 juni 1958. Sändningarna från fotbolls-VM blev också rent tekniskt ett stort steg framåt för Sverige och Eurovisionen. Den 1 oktober 1959 grundades Nordvisionen i samarbete med danska DR, norska NRK och finländska YLE.

### TV2 startar

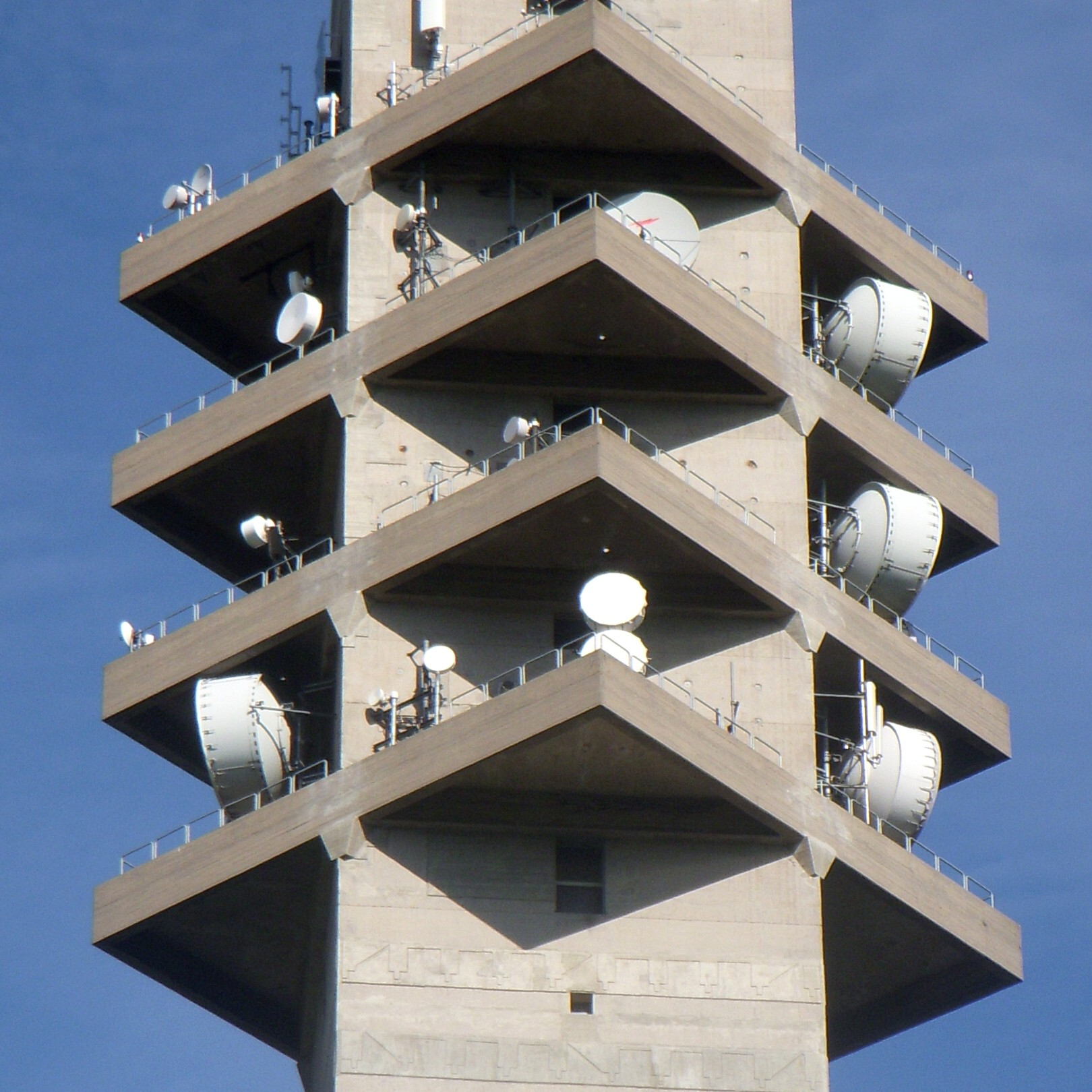
Kaknästornet vidarebefordrar SVT:s utbud sedan 1967.

En andra TV-kanal diskuterades under hela 1960-talet. Detta resulterade i att TV2 började sända den 5 december 1969 inom samma företag men i "stimulerande tävlan" med den första kanalen som fick namnet TV1. Samtidigt med TV 2-starten gjordes en omläggning av nyhetsprogrammen. Aktuellt lades ner och ersattes av TV-nytt. Samtidigt startades två "kommenterande" nyhetsprogram: Nu i TV1 och Rapport i TV2. TV-nytt sände kortare nyhetssändningar flera gånger i de två kanalerna med en längre huvudsändning klockan 19.30. Nyordningen introducerades 29 november i TV1.
1972 skedde ännu en nyhetsomläggning där Rapport blev TV2:s nyhetsprogram, återuppståndna Aktuellt blev TV1:s nyhetsprogram och TV-nytt sände telegram i båda kanalerna. Rapport fick sin sändning klockan 19.30 och Aktuellt skulle sända 21.00. Dessa sändningstider kom i grunden att bestå i flera decennier. Den första provsändningen i färg skedde 1966. 1970 inleddes reguljära färgsändningar. Sverige valde att ansluta sig till det europeiska PAL-systemet för färg-TV. År 1978 började försök med text-TV. Den 12 mars 1979 sändes det första programmet som svensktextades för hörselskadade: Konstverk berättar. Text-TV döptes om till SVT Text 1995.
Under 1970-talet inleddes försöksverksamhet med regionala nyhetssändningar. Sydnytt från Malmö över Skåne och Blekinge var först ut 1970. Några år senare startade Västnytt, Nordnytt och Mittnytt. Riksdagen beslutade att de regionala nyheterna skulle permanentas 1978. Under 1980-talet startade Östnytt, Smålandsnytt, Tvärsnytt och ABC vilket gjorde de regionala nyhetssändningarna rikstäckande.

### SVT blir ett eget bolag
År 1978 beslutade riksdagen att Sveriges Radios programverksamhet skulle delas upp och flyttas till två dotterbolag, ett för TV och ett för riksradio. Sveriges Radio blev därmed moderbolag i en koncern som utöver det nya TV-bolaget Sveriges Television (SVT) också bestod av Sveriges Riksradio (RR), Sveriges Lokalradio (LRAB) och Sveriges Utbildningsradio (UR). SVT var indelat i de två kanalorganisationerna TV1 och TV2, en distriktsorganisation samt en del teknisk personal från gamla SR. Uppdelningen genomfördes 1979.
Avsikten var dels en decentralisering, dels att mångfalden i programfrågor skulle säkras när radion och TV:n kunde stå friare från varandra och radion skulle kunna lyftas ur televisionens skugga. Dessutom sågs det som problematiskt om LRAB och UR skulle bli dotterbolag till företag som drev egen programverksamhet.
År 1987 omorganiserades Sveriges Television igen. TV1 bytte namn till Kanal 1 och blev en Stockholmsbaserad kanal, medan alla program som producerades ute i distrikten sändes i TV2, som också kallades Sverigekanalen. Den 14 november 1988 permanentades sändningarna med NICAM Stereo. Samma år startade TV4 som sände SVT-program i södra Finland (inte att förväxla med av en svensk reklamkanal med samma namn). TV4 blev senare SVT4 och bytte år 1997 namn till SVT Europa när SVT nådde hela Europa via satellit. År 2008 bytte SVT Europa namnet till SVT World. Kanalen var en blandning av inhemska program ur SVT1 och SVT2 och lades ner 2017.

### SVT får konkurrens

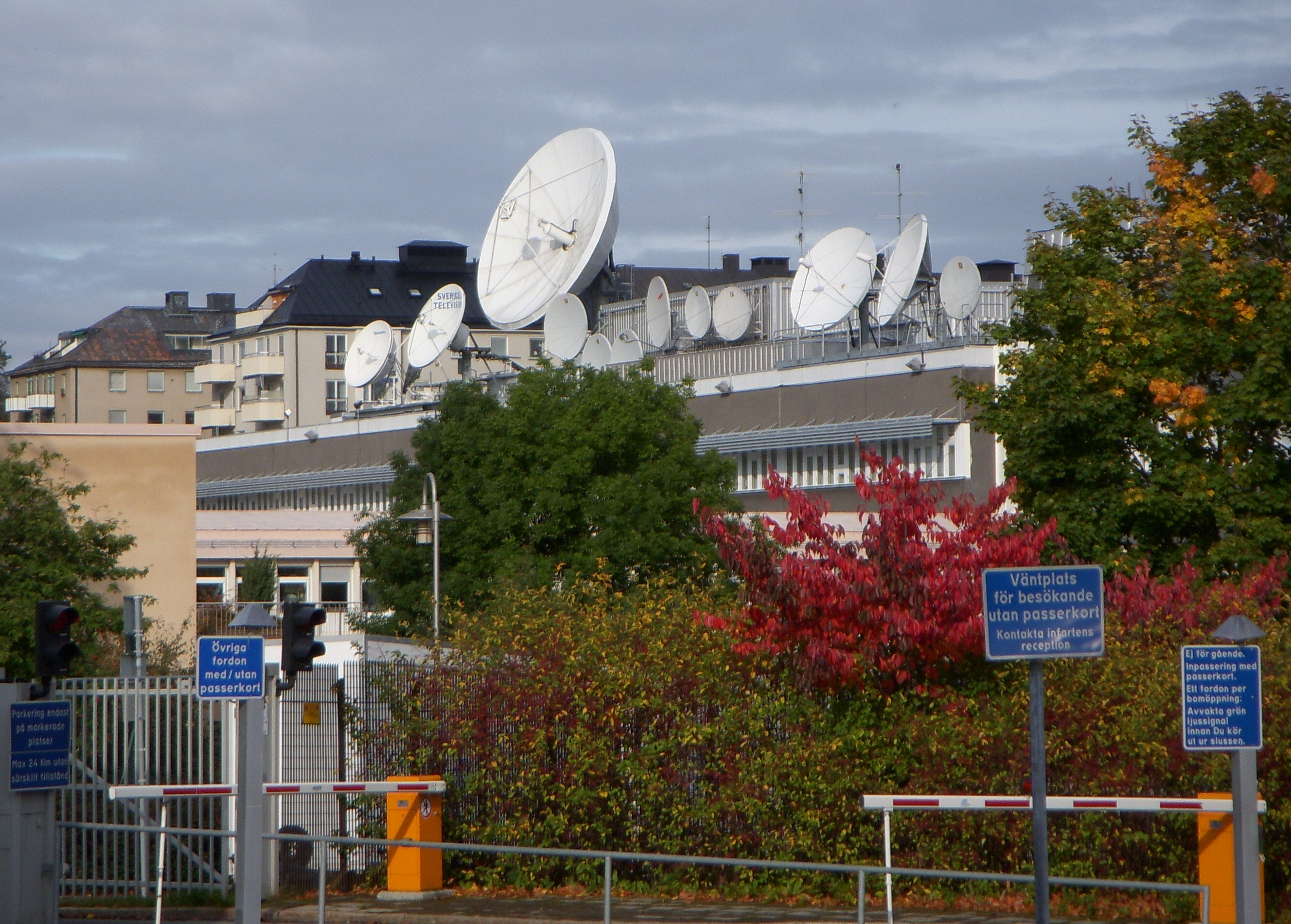
SVT:s antennanläggning sedd från Gärdesgatan, oktober 2008.

Fram till mitten av 1980-talet var TV1 och TV2 de enda kanaler som tittarna kunde se i Sverige enligt svensk lag, med undantag för de som bodde nära något av Sveriges grannländer. Under första halvan av 1980-talet började kabel-TV-näten byggas ut i Sverige,[källa behövs] och de anslutna fick möjlighet att se många utländska satellit-TV-kanaler. Inledningsvis utökades utbudet främst med utländska kanaler som Sky Channel.
Den 31 december 1987 började den reklamfinansierade skandinaviska kanalen TV3 sända via satellit från London. Då bröts i praktiken SVT:s monopol på svensk television, även om TV3 vid starten bara nådde en bråkdel av de svenska TV-hushållen. I och med detta återkom diskussionen om att införa reklam i marksänd television. Ett förslag som diskuterades var att tillåta reklam i TV2, men staten valde i stället att upplåta ett tredje marknät åt en helt ny kanal. År 1991 började TV4 att sända i marknätet och fick efter några år fler tittare än Kanal 1 och TV2, främst tack vare spelprogrammet Bingolotto som drog stor publik under stora delar av 1990-talet.
Under 1990-talet förändrades ägarstrukturen för Sveriges public service-verksamhet vid flera tillfällen. År 1992 bestämde riksdagen att Sveriges Radio-koncernen skulle avvecklas. Lokal- och riksradion slogs ihop och övertog namnet Sveriges Radio. SVT, SR och UR blev tre fristående företag som åren 1994–1996 ägdes av varsin stiftelse. År 1996 fattades ännu ett beslut om ändrad ägarbild vilket gjorde att de tre företagen skulle ägas av en gemensam stiftelse.
SVT organiserade även om inom företaget. Från den 8 januari 1996 upphörde de gamla Kanal 1 och TV2. Inga redaktioner eller distrikt hade längre en koppling till någon särskild kanal. Kanalerna bytte namn till SVT1 respektive SVT2. I september 1997 sändes den första säsongen av Expedition Robinson, en av SVT:s största succéer och mest omtalade program hittills.

### Digital-TV och nischkanaler

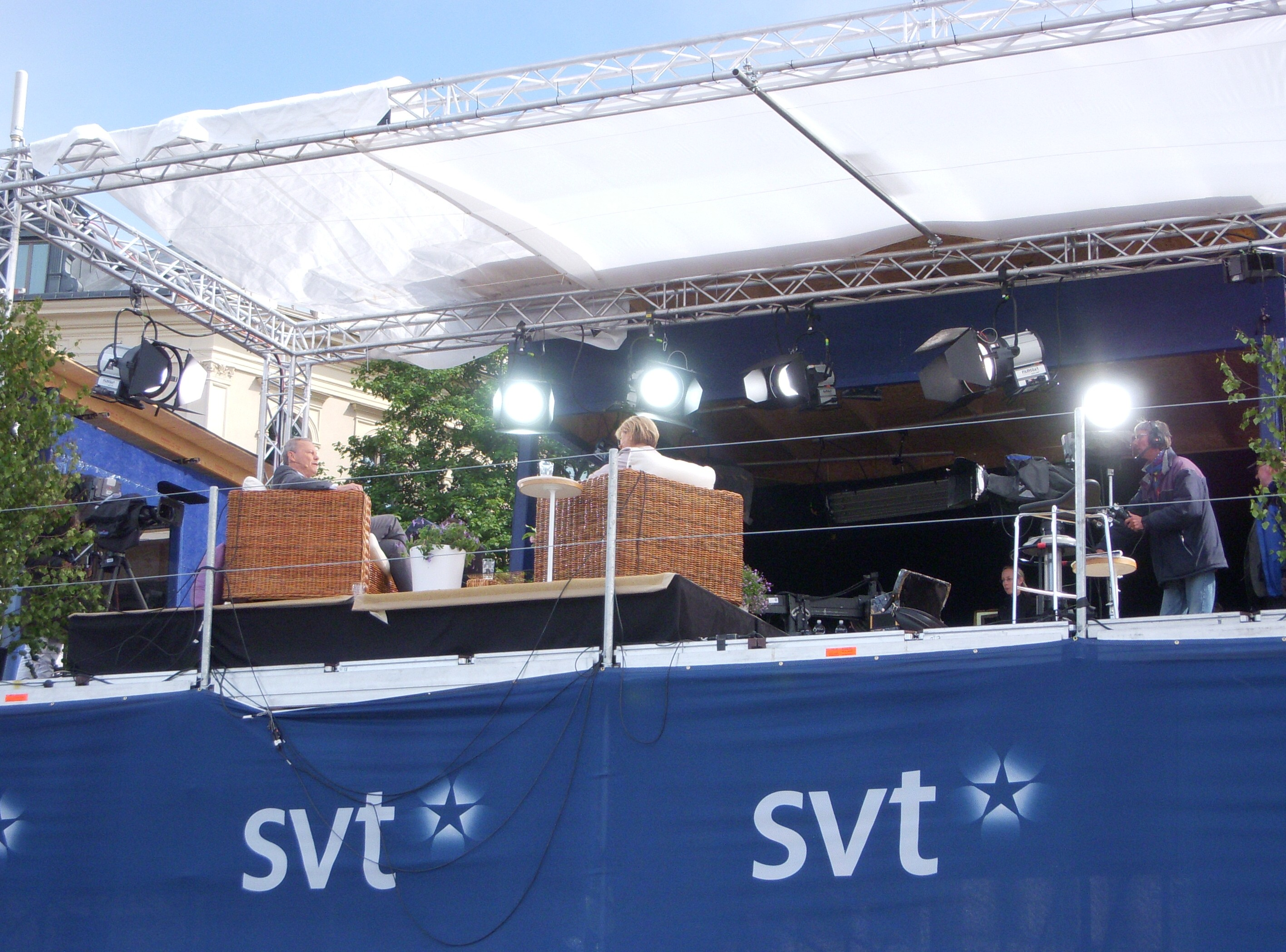
Gomorron Sverige sänder från utomhusstudio i samband med kungliga bröllopet den 19 juni 2010. Programledare Marianne Rundström talar med förste hovmarskalken Lars-Hjalmar Wide.

Den 1 april 1999 började SVT1 sända i det nya digitala marknätet. Den digitala nyhetskanalen SVT24 startade den 15 mars och följdes av fem regionala, digitala kanaler. Vid årsskiftet 1999/2000 slutade vd:n Sam Nilsson efter en lång tid på posten. Han efterträddes av den nya vd:n Maria Curman samt programdirektören Mikael Olsson Al Safandi. Under år 2000 uppstod kontroverser kring SVT:s nya chefer. I december 2000 entledigades programdirektören Mikael Olsson Al Safandi och i maj 2001 entledigades också Maria Curman. I juni samma år utsågs Christina Jutterström till ny vd. I november utsågs Leif Jacobsson till programdirektör.
År 2000 organiserades nyhetsredaktionerna om. Rapport, Aktuellt och SVT24 slogs ihop till en gemensam, central nyhetsredaktion för de rikstäckande programmen. Den 15 januari 2001 genomfördes omfattande tablåomläggningar i SVT. Många av nyhetssändningarna i SVT1 och SVT2 bytte kanal med varandra, bland annat flyttades Rapport klockan 19.30 till SVT1 medan Aktuellt 21 bytte till SVT2. Detta var ett led i omprofileringen de två kanalerna. SVT1 fick en bredare, SVT2 en smalare profil. Samtidigt med nyhetsflytten bytte SVT också grafisk profil. Logotyperna från 1980-talets början ersattes av nya som formgivits av brittiska English & Pockett. Även nyhetsprogrammen fick nya logotyper och vinjetter designade av samma företag. I september flyttade de rikstäckande nyhetsprogrammen till en ny, gemensam studio. 
Den 26 juni 2001 sänds SVT1:s första direktsända nöjesprogram i bredbild i det markbundna digital-TV-nätet: Allsång på Skansen. I början av 2002 lades de digitala regionala kanalerna – som under en tid haft ett knapert utbud på grund av minskade anslag – ner och ersattes den 14 januari av evenemangskanalen SVT Extra. 2003 startade SVT två nya digitala kanaler: Barnkanalen och 24 som ersättning för SVT Extra och SVT24. Den 25 juni 2003 sänds SVT:s första program med mångkanalljudsformatet Dolby Digital 5.1 i det markbundna digital-TV-nätet: Allsång på Skansen.
Mot slutet av 2003 skedde återigen en av SVT:s många omorganisationer av ekonomiska skäl. Det beslutades att produktionen av "allmän-TV" (den produktion som inte är nyheter) skulle skäras ner ute i landet. Detta innebar att Stockholm, Göteborg, Malmö, Umeå och Norrköping blev "huvudproduktionsorter" med möjlighet till produktion i studio, medan Falun, Luleå, Sundsvall, Karlstad, Örebro och Växjö blev "produktionsorter" utan möjlighet till studioproducerad allmän-TV.
Den 27 september 2004 startade i samarbete med Utbildningsradion den nya Kunskapskanalen. Den sändes i samma digitala kanal som Barnkanalen, Kunskapskanalen på kvällstid, Barnkanalen på dagtid. 
I februari 2005 lanserades kampanjen Fri television, som blev SVT:s slogan under följande år. Uttrycket syftade till att programinnehållet är fritt från politiskt och ekonomiskt inflytande. Kampanjen fick både negativ och positiv kritik i medierna.
Sveriges Televisions kanaler i kabelnät skyddas av den så kallade must carry-lagen sedan början av 1980-talet. Det är en lag som tvingar operatörerna att vidaresända SVT:s kanaler och TV 4:s huvudkanal. I mitten av 2005 skrevs ett avtal med Sveriges två största kabel-TV-distributörer dåvarande UPC och Com Hem om att dessa skulle börja sända Barnkanalen, Kunskapskanalen och SVT24 i det analoga grundutbudet. Tittarunderlaget för de kanalerna ökade dramatiskt och blev i nivå med TV3 och Kanal 5.[källa behövs]

Tittartidsandelar per ägare i Sverige 2014

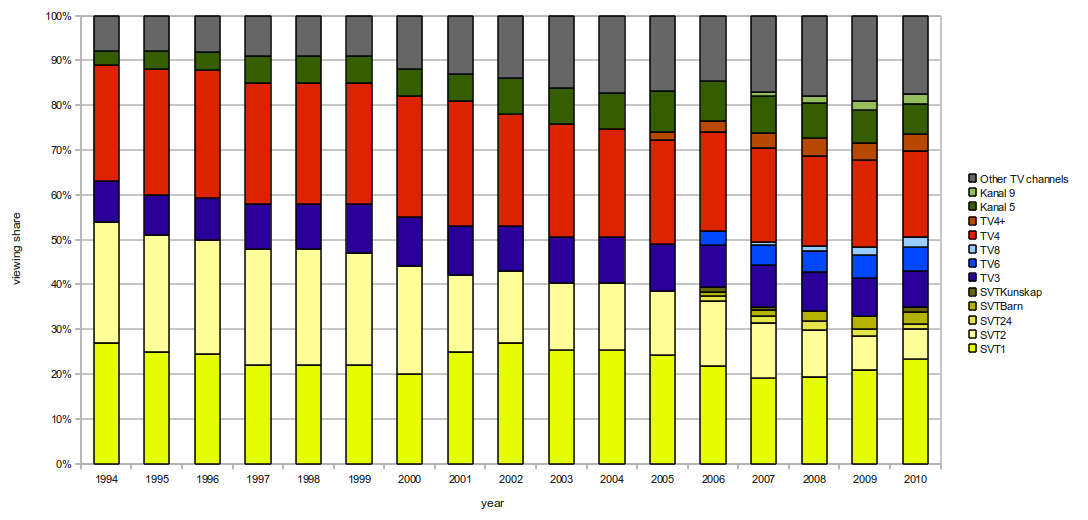
Tittartidsandelar per kanal i Sverige 1994-2010

Den 5 november 2006 avgick Christina Jutterström som verkställande direktör och efterträddes av Eva Hamilton. Den 26 juni 2007 sände SVT:s första direktsända nöjesprogram i HDTV i det markbundna digital-TV-nätet: Allsång på Skansen. I januari 2007 fick SVT24 för tredje gången en ny profil med tillhörande lansering. Under kvällstid blev SVT24 en kanal med snabbrepriser av program från SVT1 och SVT2, samt en längre nyhetssändning klockan 21:30. SVT2 började med provsändningar i bildformatet 16:9 (widescreen) i april 1999 och övergick gradvis de följande åren att sända alltmer i bredbild i stället för det gamla bildformatet 4:3. Från 1 januari 2007 blev 16:9 ett standardformat inom EBU, och således också i SVT.
Den 15 oktober 2007 började SVT1:s och SVT2:s programpresentation sändas i bredbild. Den 19 november 2007 gick nyhetsprogrammen över till bredbild och därefter sänds i stort sett allt nytt egenproducerat material i 16:9-formatet. Samma dag förändrades också nyhetsprogrammen Rapport tog över Aktuellts sändning klockan 18.00. Den kvarvarande Aktuelltsändningen klockan 21.00 fick nytt utseende och ett uttalat större fokus på fördjupning.
Under 2008 sjösatte SVT en ny "utbudsstrategi" där resurserna koncentrerades på SVT1, SVT2 och Barnkanalen som blev företagets huvudkanaler. Kunskapskanalen och SVT24 blev kompletterande kanaler, till stor del med repriser av program från de andra kanalerna. Strategin implementerades fullt ut i augusti 2008 när det genomfördes tablåomläggningar under förkvällen mellan klockan 18.00 och 20.00. SVT1:s barnprogramsblock, Bolibompa och Bobster, flyttades till Barnkanalen, SVT2:s förkvällsprogram, med Rapport och Go'kväll, flyttades till SVT1 och i SVT2 skapades i stället ett utrymme för exempelvis dokumentärer och en daglig frågesport. 
År 2009 centraliserades all TV-produktion förutom nyheter till Stockholm, Göteborg, Malmö och Umeå, och lades ner på övriga orter. Detta påverkade främst SVT Norrköping, men även exempelvis Falun, Växjö, Sundsvall och Karlstad. Anledningen var att SVT:s kostnader årligen ökade mer än dubbelt så mycket som anslagen.
Den 18 januari 2010 bytte SVT plats på Kunskapskanalen och SVT24, så att Kunskapskanalen började sända mellan 09.00 och 01.00. SVT24 blev enbart en kvälls- och nattkanal, med repriser på kvällstid.
Den 5 mars 2012 sjösattes en ny design för SVT1, SVT2 och Kunskapskanalen. Programpresentatörerna som tidigare hade synts i bild försvann från TV-rutan. Samma dag startade även nya Aktuellt i SVT2.

## Ekonomi

### TV-avgift och public service-avgift
Sveriges Television finansierades fram till 2019 genom en radio- och TV-avgift som skulle betalas av alla hushåll och företag med TV-mottagare. Avgiften erlades till Radiotjänst i Kiruna AB, Rikab.
Den 14 november 2018 beslutade riksdagen med bred majoritet att de tre public service-bolagen från den 1 januari 2019 istället skulle finansieras genom skattsedeln. Avgiften, public service-avgiften, betalas av alla myndiga personer med förvärvsinkomst upp till ett maxtak. Personer med låga inkomster betalar en lägre avgift.
År 2019 tilldelades SVT drygt fem miljarder kronor av Public service-avgiften.
Sveriges Television omfattas av Lagen om offentlig upphandling.

### Reklam, sponsring, produktplacering och kommersiella samarbeten
SVT får inte sända reklam, med får under vissa villkor visa sponsringsskyltar i anslutning till att program börjar eller slutar. Det gäller främst sportsändningar och egenproducerade Eurovisionsändningar.
Sedan juli 2010 får SVT ta betalt för produktplacering i egenproducerade filmer, TV-serier, sportprogram och lättare underhållning. Produktplacering får endast ske om tittarna både före och efter programmet informeras om vilka produkter det gäller.
SVT får även inkomster genom att licensiera varumärken och karaktärer till kommersiella aktörer. Enligt SVT är intäkterna ringa. Granskningsnämnden har flera gånger krävt att SVT ska redovisa vilka kommersiella samarbeten som företaget har, och vilka intäkter som de har genererat.
SVT sänder regelbundet så kallade trailrar om program som visas i SVT, samt filmer som informerar om företagets verksamhet. Ett exempel är kampanjen Fri television från 2005. När TV-avgiften fanns sändes även regelbundet inslag som informerade om skyldigheten att betala TV-avgift. En av dessa filmer vann 2009 reklampriset Guldägget för "Årets reklamfilm".[källa behövs]

### Kostnader för produktion av program
Programbudgeten 2013 var tre miljarder kronor.
Representanter för SVT brukar avböja att kommentera vad själva programmen som man producerar kostar. En av invändningarna som har lyfts mot att SVT inte publicerar uppgifter om kostnaderna är att skattebetalarna då inte kan ta ställning till hur rimliga kostnaderna är.
2017 erhöll SVT 4 865,4 miljoner kronor från rundradiokontot.:67 Programkostnader för broadcast var 3 247,7 miljoner kronor.:69 Totalt sändes 22 142 timmar (varav endast 8 338 timmar så kallade förstasändningar och resten var repriser).:28,81 Den genomsnittliga kostnaden för en timme utsänd broadcast var således cirka 147 000 kronor. Om kostnaden i stället fördelas på enbart förstasändningar var den genomsnittliga produktionskostnaden för en timme broadcast cirka 390 000 kronor. Produktionskostnaden kan för dyrare produktioner överstiga 2,5 miljoner kronor i timmen.
SVT har kritiserats för att slösa med TV-tittarnas licenspengar. Det har handlat om det höga antalet medarbetare som deltar på evenemang som Almedalsveckan, enskilda kostsamma program som Eurovision Song Contest,, urval av nyheter som sägs sakna allmänintresse och sammansättning av programutbudet som helhet.

### Kostnader för inköp av sändningsrättigheter för sportevenemang
SVT och TV4 betalade tillsammans cirka 240 miljoner kronor för rättigheterna att sända Europamästerskapet i fotboll 2016, att jämföra med föregående mästerskap 2012 som kostade 200 miljoner kronor. Produktionen av sändningarna beräknades medföra ytterligare kostnader. SVT motiverade kostnaden med att "evenemanget intresserar en stor och bred publik".
År 2023 köpte SVT sändningsrättigheterna till två vinter-OS och två sommar-OS (2026–2032). SVT ville inte redovisa kostnaden, vilket orsakade debatt. SVT:s genomsnittliga kostnad för programkategorin Sport var i genomsnitt 809 miljoner kronor åren 2019–2021.:132

## Verksamhet
SVT:s olika kanaler går att se via ett markbundet sändarnät, olika kabel- och satellitplattformar, samt SVT Play. Där sänds även en del direktsändningar som inte visas i de ordinarie kanalerna.

### Linjära kanaler
SVT har fem TV-kanaler som är tillgängliga för de flesta i Sverige med en vanlig TV-mottagare:
- SVT1 är SVT:s huvudkanal med evenemang, drama, nöje och nyheter.
- SVT2 har program med nyheter, sport, dokumentärer, fördjupning och kunskap.
- SVT Barn som främst sänder barnprogram.
- SVT24 som främst sänder repriser och sport under kvälls- och nattetid på SVT Barns kanalplats.
- Kunskapskanalen som drivs i samarbete med Utbildningsradion sänder främst folkbildande program. Den är även "extrakanal" för sportevenemang och det är dessa program som har flest tittare på denna kanal.[6]

Alla kanaler finns med HD-upplösning, men i marknätet sänds bara SVT1 och SVT2 i HD-upplösning.

### Andra tjänster och verksamheter
SVT:s webbplats svt.se innehåller främst nyheter och programinformation, men har ibland nämnts som en egen "kanal". SVT Text är SVT:s text-TV-tjänst som är tillgänglig via SVT:s TV-kanaler och via webben på svt.se.
SVT Play är SVT:s tjänst för webb-TV och on demand, med sända program, livesändningar av kanaler och TV-tablåer för SVT:s kanaler. Företeelsen byggdes upp gradvis på svt.se innan namnet SVT Play infördes 2006. År 2009 blev SVT Play en egen webbplats och tjänsten utökades senare till applikationer för olika plattformar. Öppet arkiv är sedan 2005 ett namn som används för on demand-tillgång av program och klipp ur SVT:s arkiv. Denna tjänst har haft olika former och var under en period en egen webbplats, men är 2021 främst en kategori under SVT Play.
Bland övriga tjänster kan nämnas:
- SVT Duo - en mobil app för interaktivitet som finns till vissa program från SVT. Appen innehåller omröstningar, chattar och quiz kopplat till program från SVT. [41]
- SVT Nyheter - webbplats (svt.se) och mobilapp med nyheter, livesändningar och fördjupande videomaterial.
- SVT Sport - webbplats och mobilapp med livesändningar och sportnyheter
- SVT Barn - barnutbudet i en särskild app
- Receptsajt[42] lanserad i september 2017.[43]

Flera av dessa produceras av SVT Interaktiv, en avdelning med omkring 120 anställda (2018).
SVT publicerar sig även på andra plattformar. Exempelvis började SVT driva en kanal på Youtube år 2007. SVT har även YouTube- och Tiktokkonton för enskilda program, som Melodifestivalen och Lilla Aktuellt. Under 2010-talet etablerade SVT en policy om att vara restriktiva med sociala medier och främst publicera klipp ur program, men det har förekommit att material publicerats enbart på sociala plattformar.
SVT har även givit ut datorspel, där spel kopplade till julkalendrar varit särskilt framgångsrika. Mysteriet på Greveholm från 1997 var ett tidigt julkalenderspel som gavs ut på CD-ROM. Senare spel, såsom Tusen år till julafton, har gjorts som appar för mobiler och paddor.

### Kanaler och tjänster som upphört
SVT World skapades år 1988 för svensktalande i Finland och utvecklades med tiden till en satellitkanal som riktades mot hela världen. SVT World upphörde 2017. I samband med starten av det digitala marknätet 1999 startade SVT fem regionala kanaler, som år 2002 ersattes av extrakanaler SVT Extra som i sin tur också upphörde helt efter 2004. 2006–2010, innan SVT1 och SVT2 gick över till HDTV, hade SVT en särskild kanal för HDTV-sändningar, SVT HD.
Bland andra tjänster som upphört finns:
- SVT Opinion, debattforum på svt.se[50]
- SVT Flow, webbkanal (2014–2015)
- Edit, interaktiv nätplattform (2015–2016).[51][52]

### Program
Sändningstillståndet reglerar bland annat att SVT ska erbjuda ett mångsidigt programutbud "som omfattar allt från det breda anslaget till mer särpräglade programtyper". I detta ligger att tillhandahålla ett varierat utbud på det svenska språket. Dessutom finns ett krav att innehållet ska vara opartiskt och sakligt, samt att den som har befogat anspråk på att bemöta ett påstående ska ges tillfälle till 
genmäle. Radio- och TV-lagen stadgar att den som har "befogat anspråk på att bemöta ett påstående" ska ges tillfälle till beriktigande (rättelse).
Det SVT-program som lockar de största tittarskarorna är Melodifestivalen. Av de hundra mest sedda SVT-programmen 2000–2015 var hälften avsnitt ur Melodifestivalen. Bland andra program med mycket höga tittarsiffror fanns större sportevenemang (exempelvis fotbolls-VM och fotbolls-EM), Eurovision Song Contest och programmet Kalle Anka och hans vänner önskar God Jul.

#### Nyheter
Nyheter står för en relativt liten del av SVT:s utbud och tillhör inte de mest sedda programmen. År 2014 var 9 procent av de totalt sända timmarna nyheter. Det kan jämföras med fiktion (29 procent), underhållning (11 procent) och sport (7 procent).
De viktigaste riksnyhetssändningarna under kvällen är Rapport 18.00, Rapport 19.30 och Aktuellt 21 (klockan 21.00). Rapport sänder kortare nyheter dygnet runt i de olika SVT-kanalerna. Aktuellt är sedan 2012 en timme långt måndag-torsdag. Rapport 19.30 är 25 minuter långt på vardagar.
Det första nyhetsprogrammet Aktuellt startade 1958. I samband med starten av TV2 lades Aktuellt ned och ersattes av TV-nytt som var gemensamt för båda kanalerna. Kanalerna hade även varsitt "kommenterande" nyhetsprogram och det var som sådant Rapport startade 1969. Efter en omorganisation 1972 fick kanalerna istället varsitt allmänt nyhetsprogram, återuppståndna Aktuellt i TV1 och Rapport i TV2. De båda programmen var två helt skilda nyhetsorganisationer utan samverkan. Under 1990-talet utökades sändningarna, samtidigt som de båda organisationerna började samarbeta i viss utsträckning. År 2000 slogs Rapport och Aktuellt ihop med då nystartade SVT24 och bildade en enda nyhetsorganisation. Efter år 2007 sänds Aktuellt bara en gång per kväll (utom lördagar) och har ett mer fördjupande uppdrag, medan Rapport står för rak nyhetsförmedling.
SVT har sedan 2001 även ett särskilt nyhetsprogram för kulturhändelser, kallat Kulturnyheterna. 1990–2011 fanns även ett program för ekonominyheter, A-ekonomi.

#### Underhållning
SVT producerar många olika sorters underhållningsprogram. Det program som ses av flest är Melodifestivalen, den svenska uttagningen till Eurovision Song Contest vars final kan få över fyra miljoner tittare (enligt tittarmätningar från MMS). Andra mångåriga underhållningsprogram är Så ska det låta och På spåret. Allsång på Skansen visas under sommaren på tisdagar.
Underhållning utgjorde år 2014 elva procent av den samlade sändningstiden.

#### Fiktion och drama
Televisionen har producerat drama sedan provsändningarna 1954 och har sedan dess lämnat bakom sig otaliga produktioner.
Med tiden har teaterproduktionerna ersatts av mer TV-mässiga produktioner, antingen långa eller korta serier eller enstaka program.
Ingmar Bergman, Lars Molin och andra kända regissörer har varit verksamma i SVT-studiorna tillsammans med mängder av skådespelare.
Programgenren "Fiktion" utgör 29 procent av SVT:s samlade sändningstid. Där ingår en stor andel av barnprogrammen; om barnprogram exkluderas utgör fiktionen 14 procent av den samlade sändningstiden.
Programkostnaden för fiktion utgjorde år 2014 ungefär 19 procent av SVT:s samlade programbudget (618,2 miljoner av dryga 3 miljarder kronor). Egenproducerat drama är den programgenre som har den högsta kostnaden per producerad timme.
Biografvisad film och TV-film 2012 fördelad efter ämne. Källa: SVT:s statistikdatabas
|  | Drama (50 %) |

|  | Komedi (19 %) |

|  | Thriller, skräck (6 %) |

|  | Action, deckare, polis (6 %) |

|  | Romantik (4 %) |

|  | Sagor (4 %) |

|  | Krig (2 %) |

|  | Äventyr (2 %) |

|  | Fantasy, science fiction (2 %) |

|  | Musik, dans, västern, agent, spion och övrigt (4 %) |

Inköpt drama är däremot förhållandevis billigt. Av de biografvisade filmerna 2012 var de flesta dramer och komedier.

#### Barnprogram
Innan digital-TV-starten sändes barnprogram i de två "analoga" kanalerna. År 1990 fick barnprogrammen under förkvällen i Kanal 1 en inramning med egna programpresentatörer som senare utvecklades till Bolibompa. I december 2002 startade Barnkanalen och i augusti 2008 flyttade barnprogrammen i SVT1 dit. År 2019 bytte Barnkanalen namn till SVT Barn. Vid utgången av 2022 upphörde Bolibompa som inramningsprogram för kvällens barnprogram i Barnkanalen och epoken med särskild inramning av barn-TV tog slut.
I produktionen av barnprogram ingår alla slags genrer: nyheter för barn (Lilla Aktuellt), sport för barn (Lilla Sportspegeln), underhållning för barn (Lilla Melodifestivalen), fakta för barn, drama för barn med mera.
Julkalendern sänds årligen sedan 1960. På julafton sänds klockan 15.00 Kalle Anka och hans vänner önskar God Jul i SVT1 och är ett av de mest sedda programmen.

#### Sport
Sportsändningar lockar stora tittarskaror. SVT sänder åtskilliga evenemang inom många grenar. Vilka grenar som tillägnas mest sändningstid varierar bland annat beroende av sändningsrättigheter. 2005 sändes mest ishockey, längdskidor, alpint och friidrott, 2006 var dock fotboll den gren som visades mest, eftersom SVT (tillsammans med TV 4) hade rättigheterna till fotbolls-VM.
I och med avmonopoliseringen ökade kostnaderna för sporträttigheter stort eftersom konkurrensen ökade och parterna bjöd över SVT:s bud. Detta innebar att många större turneringar togs över av kommersiella kanaler. En annan konsekvens av de ökade priserna på sporträttigheter är att sponsring av sportsändningar tillåtits. Sportsändningar och egenproducerade Eurovisionsprogram är de enda genrer där sponsring tillåts i SVT.
Det finns en tradition av att SVT har sänt de allra största internationella sportevenemangen: fotbolls-VM och olympiska spelen. SVT visar även sportnyhetsprogrammet Sportnytt, veckokrönikan Sportspegeln och flera återkommande sportmagasin. Sportevenemang sänds i SVT1, SVT2, Kunskapskanalen samt i SVT24.
Under 2010 började SVT sända e-sport via SVT Play och år 2012 sändes första svenska e-sportsändningen i SVT2.

#### Regionala program
Det första regionala nyhetsprogrammet i svensk television, Sydnytt, startade 1970. Sedan dess har sändningarna utökats för att bli rikstäckande 1987. Då fanns det åtta nyhetsprogram.
Genom klyvning av nyhetsregioner har antalet nyhetsregioner utökats successivt. Från 2001 fanns elva program, 25 februari 2008 startade SVT ytterligare sju regionala nyhetsprogram som dock bara sände en gång per vardag. I april 2015 gjordes en satsning på regionala nyheter som innebar att antalet regioner utökades till 21 stycken. Därmed hade nästan alla svenska län en egen regional SVT-sändning. Samtidigt fick alla program nya namn.
De regionala nyhetsprogrammen är:

- SVT Nyheter Norrbotten
- SVT Nyheter Västerbotten
- SVT Nyheter Jämtland
- SVT Nyheter Västernorrland
- SVT Nyheter Dalarna
- SVT Nyheter Gävleborg
- SVT Nyheter Uppsala
- SVT Nyheter Värmland
- SVT Nyheter Örebro
- SVT Nyheter Västmanland
- SVT Nyheter Stockholm
- SVT Nyheter Södertälje
- SVT Nyheter Sörmland
- SVT Nyheter Väst
- SVT Nyheter Öst
- SVT Nyheter Jönköping
- SVT Nyheter Småland
- SVT Nyheter Halland
- SVT Nyheter Blekinge
- SVT Nyheter Helsingborg
- SVT Nyheter Skåne

Regionala program som inte är nyhetssändningar förekommer enbart sporadiskt.

#### Utländska program
SVT visar även ett internationellt programutbud. Cirka 70 procent av programutbudet brukar vara inhemskt (egenproducerat eller inköpt) och resten utländskt, men det varierar något år från år. De utländska programmen sänds som regel på originalspråket med svenska undertexter. Dubbning förekommer bland annat i program som riktar sig till barn och delvis även i dokumentärfilmer.

#### Inköpta program
Ursprungsland för inköpta program fördelat efter sändningstid 2005
|  | USA (27 %) |

|  | Storbritannien (22 %) |

|  | Sverige (13 %) |

|  | Övriga Norden (13 %) |

|  | Övriga Europa (9 %) |

|  | Frankrike (6 %) |

|  | Tyskland (4 %) |

|  | Kanada (4 %) |

|  | Övriga världen (2 %) |

De flesta program på SVT är egenproducerade. Av de inköpta programmen 2005 kom 67 procent från Europa och 31 procent från Nordamerika.
Program inköpta från BBC och PBS är inte sällan nedklippta exportversioner och inte de original som visas i hemländerna Storbritannien och USA.

#### Minoritetsprogram
SVT sänder tre nyhetsprogram för minoriteter varje vardag: Uutiset på finska, Ođđasat på samiska och Nyhetstecken på svenskt teckenspråk. Det förekommer även barnprogram på finska, samiska, teckenspråk, romani samt meänkieli.

## Organisation och ägande

### Ägarstruktur och relation till staten
Företaget ägs av Förvaltningsstiftelsen för SR, SVT och UR, vars ledamöter utses av regeringen. Stiftelsen utser SVT:s styrelseledamöter. Ledamöterna får enligt bolagsordningen inte ha partipolitiska uppdrag.
Tidigare ägdes de olika programbolagen av intressenter i näringslivet, medierna och folkrörelserna. Ett uttalat syfte vid övergången till nuvarande ägarstruktur med en ägarstiftelse var att programproduktionen skulle få en självständig ställning och vara oberoende både från staten och kommersiella intressen. Alla beslut om programproduktionen ligger hos VD och företagsledningen.
Trots att staten aldrig har varit ägare till varken SVT, SR, eller UR finns det flera kopplingar till staten:
- Radio- och TV-lagen reglerar de övergripande villkoren[67].
- Regeringen utser de elva ledamöterna i ägarens (förvaltningsstiftelsens) styrelse.
- Verksamheten finansieras genom en avgift som tas ut genom skattesystemet.
- Regeringen fastställer företagets sändningstillstånd[68] som bland annat stadgar att "verksamheten ska präglas av oberoende och stark integritet och bedrivas självständigt i förhållande till såväl staten som olika ekonomiska, politiska och andra intressen och maktsfärer i samhället." I sändningstillståndet ställer regeringen även krav på utformningen av programmen (till exempel krav på opartiskhet och saklighet).
- SVT är en del av totalförsvaret och ska fortsätta sin verksamhet i krig. En speciell paragraf i sändningstillståndet reglerar att SVT vid högsta beredskap i landet ska utgöra en självständig organisation med totalförsvarsuppgifter, men lyda direkt under regeringen.[68]

### Organisation, personal och företagskultur
SVT ska enligt sitt uppdrag producera program från hela landet. Större produktion sker i Stockholm, Göteborg, Malmö och Umeå. År 2015 fanns SVT på 27 orter. Vid utgången av 2023 hade SVT personal på 50 orter. Samma år producerades 21 olika lokala nyhetsprogram. Större orter för främst nyhetsproduktion var då, förutom storstäderna, bland andra Eskilstuna, Falun, Gävle, Jönköping, Karlskrona, Karlstad, Kiruna, Luleå, Norrköping, Sundsvall, Södertälje, Uppsala, Umeå, Visby, Västerås, Växjö, Örebro och Östersund. Dessutom fanns mindre lokalredaktioner, ibland bemannade med en person.
Ledningsenheter för ekonomi, planering, kommunikation, HR med flera finns i Stockholm.
Organisationen bygger på hur man organiserar och utvecklar programverksamheten. Det sker ständiga förändringar för att effektivisera verksamheten. Så också under 2008 då en ny organisation med tre divisioner trädde i kraft den 1 september; Nyhetsdivisionen, Allmän-TV-divisionen samt Division SVTi (interaktiv).
Personaltidningen hette Vi på TV fram till december 2019. Den hette tidigare Antennen.
Public service-företagen hade tidigare en egen separat arbetsgivarorganisation kallad SRAO. Den 1 juli 2009 slogs SRAO ihop med två andra arbetsgivarorganisationer för att bilda Medieföretagen inom Almega. SVT blev således även medlem i Svenskt Näringsliv.

#### Arbetsmiljö
SVT:s arbetsmiljö har av tidningen Journalisten beskrivit som att den "är med på topplistan över de mest attraktiva arbetsplatserna i Sverige"
, samtidigt som stress är ett återkommande tema i de många artiklar tidningen skrivit om arbetsmiljön.

### Chefer vid Sveriges Television
Huvudartikel: Lista över chefer inom Sveriges Television.
Innan SVT bildades fanns det kanalchefer. Nils Erik Bæhrendtz var chef för Sveriges Radio TV 1958–1968. Han efterträddes av Håkan Unsgaard som blev TV1-chef. Örjan Wallqvist blev TV2-chef när kanalen startade 1969.
När SVT blev ett självständigt bolag, fick de en egen chef. Vd:n utses av SVT:s styrelse.
- Magnus Faxén 1978–1981
- Sam Nilsson 1981–1999
- Maria Curman 2000–2001
- Christina Jutterström 2001–2006
- Eva Hamilton 2006–2014
- Hanna Stjärne 2015–2024
- Anne Lagercrantz 2024–

Efter att Sam Nilsson slutade infördes ett tvådelat ledarskap med en programdirektör parallellt med vd:n.
- Mikael Olsson, 2000–2000
- Leif Jakobsson, 2001–2007

Eva Hamilton avskaffade den samlade programdirektören år 2007 och införde i stället en ordning med två programdirektörer, en för nyheter och sport och en för "allmän-TV".

### Styrelse
Tidigare utsågs SVT:s styrelseordförande av Sveriges regering, och även övriga styrelsemedlemmar utsågs indirekt av regeringen genom Förvaltningsstiftelsen för SVT, SR och UR.[källa behövs] Idag (2023) utses SVT:s styrelseledamöter av Förvaltningsstiftelsen för SVT, SR och UR.[källa behövs]
Styrelseordförande för SVT har varit:
- Lennart Sandgren, 1978–1994
- Anna-Greta Leijon, 1994–2000
- Allan Larsson, 2000–2005
- Lars Engqvist, 2005–2011
- Göran Johnsson, 2011–2014
- Anna-Karin Celsing, 2014–2020
- Kia Orback Pettersson 2020–2024[76]
- Christina Björklund, 2024–[77]

### Förslag om sammanslagning av public service-företagen
Då och då utreds och diskuteras frågan om en konsolidering inom public service-sfären, vilket skulle innebära att SVT slogs samman med Sveriges Radio eller Utbildningsradion. Det brukar anföras att verksamheten då skulle bli mer kostnadseffektiv vilket kan frigöra resurser till program. Sveriges Radio och Utbildningsradion brukar motsätta sig sådana förslag medan SVT har varit positiv.
I augusti 1984 föreslog SR:s styrelseordförande Harry Schein och fem andra ledamöter i SR:s styrelse att verksamheten skulle samordnas i ett företag. Dotterbolagen motsatte sig dock detta.
2008 förordade Sveriges televisions före detta vd Christina Jutterström i en debattartikel i Dagens Nyheter en sammanslagning av SVT med Sveriges radio och Utbildningsradion. Eva Hamilton sade att det var oundvikligt, men inte aktuellt just då eftersom det saknades dels politiskt stöd och dels vilja från Sveriges Radio.
2013 föreslog Hamilton i stället en sammanslagning av SVT med Utbildningsradion där den senare skulle bli en "utbildningsdivision". Syftet var att få ett större genomslag och en större bredd för kunskaps- och utbildningsprogram. Det skulle ske genom rationaliseringar och effektiviseringar genom att samarbeta och spara 45–60 miljoner kronor om året. UR avvisade förslaget och menade att verksamheten hotades. Någon sammanslagning med Sveriges radio var inte heller aktuell då Hamilton oroade sig för mångfalden i kvalitativ journalistik.
Public service-utredningen för tillståndsperionden 2026-2033 föreslog att en sammanslagning av bolagen skulle utredas vidare.

#### Diskussioner om oberoendet
Konstruktionen med en förvaltningsstiftelse som äger programbolagen är omdiskuterad. SVT anser att det faktum att stiftelsen inte har rätt att påverka programinnehållet ger företaget en självständig ställning som är helt oberoende och skyddad från påtryckningar, bland annat i en av de viktigaste uppgifterna, att "... granska myndigheter, organisationer och företag som har inflytande på beslut som rör medborgarna ...".
Kritiker har dock ifrågasatt att verksamheten verkligen är oberoende från statlig styrning, eller att SVT står fria från den politiska makten. Författaren och debattören Thomas Gür har till exempel skrivit att "Förvaltningsstiftelsen ”skapas” således inte av sig själv eller av en okänd aktör, utan av statsmakten som helt 
bestämmer över den". Författaren Lars Anders Johansson har formulerat kritiken med att "Medier som finansieras och kontrolleras av den politiska makten, direkt eller indirekt, kan inte enligt någon rimlig definition anses vara fristående eller oberoende".
Författaren Gunnar Wetterberg har beskrivit den av regeringen tillsatta förvaltningsstiftelsen som "en bräcklig modell", och har föreslagit att ett det inrättas ett "huvudmannaråd" med uppgift att utse ledamöter i stiftelsen. Även Föreningen Oberoende public service, där bland andra förra SVT-chefen Christina Jutterström och den tidigare SR-chefen Kerstin Brunnberg ingår, har föreslagit att regeringen inte ska ha egen makt att utse stiftelsens ledamöter och att programföretagens oberoende ska grundlagsskyddas.

## Genomslag och förtroende

### Räckvidd
SVT:s räckvidd har varit relativt hög bland den svenska befolkningen över tid. Under 1986 använde omkring 58 procent av befolkningen SVT minst fem dagar i veckan (inklusive Sveriges Radio), med en svag nedgång till 52 procent under 2015. Det är heller ingen större skillnad i användningen av SVT mellan den politiska vänstern respektive högern (däremot mellan partianhängare).
År 2023 tittade den genomsnittlige personen på SVT 40 minuter per dag. Den siffran har sjunkit successivt under flera år. År 2019 var den 53 minuter.

### Uppfattat värde för samhället
Andelen som anser att SVT har ett mycket eller ganska stort värde för samhället i stort sjönk mellan 2014 och 2015 från 83 procent till 71 procent. Därefter har andelen legat ganska konstant. År 2023 började SVT tillämpa tre olika mått av värdet för samhället – total räckvidd i befolkningen (80 procent 2023), förtroende för innehåll (77 procent 2022) och om innehållet ger kunskaper och insikter (70 procent 2023).

### Förtroende
Enligt Medieakademiens förtroendebarometer har företaget haft ett stort förtroende och placerat sig bland dem med högst förtroende. 2010−2018 har det varit en svagt sjunkande trend till 58 procent som har mycket eller ganska stort förtroende för företaget. Undantaget var mätningen 2017 då företaget tappade 6 procentenheter från 66 procent till 60 procent 
Även SOM-institutets mätningar 2010 till 2016 visade en svagt sjunkande trend för förtroendet.:33

#### Förtroendebalans och upplevd partiskhet
Drygt 70 procent av befolkningen uppgav i en mätning från SOM-institutet år 2019 att de hade mycket eller ganska stort förtroende för innehållet i SVT och SR. Opinionen är dock polariserad. Förtroendet för SVT var betydligt lägre hos dem som sympatiserar med politisk höger jämfört med dem som sympatiserar med politisk vänster, trots att båda grupperna i hög utsträckning tar del av SVT:s nyheter. Av dem som står till vänster hade 86 procent förtroende för public service. Motsvarande siffra för högersympatisörer var 60 procent.
SOM-institutets mätning 2016 visade för SVT en positiv "förtroendebalans" på 85 för de "klart till vänster" vilket kan jämföras med 53 för de "klart till höger".:36 Mätningen 2018 visade att av de som stod "klart till vänster" hade 85 procent mycket/ganska stort förtroende medan av de som stod "klart till höger" hade 59 procent mycket/ganska stort förtroende.:10 Förtroendet i gruppen "klart till höger" kan jämföras med gruppens förtroende för SVT som år 2010 var 79 procent.:10
Även Medieakademiens förtroendebarometer publicerad 2018 visade för SVT på ett förtroende på 77 procent bland Rödgröna väljare jämfört med 62 procent hos Alliansväljare och 27 procent hos Sverigedemokrater. Åren 2014−2018 hade förtroendeskillnaden ökat.
2019 redovisade Medieakademien förtroendet hos sympatisörer hos de enskilda partierna i stället för hos blocken. Där framgick att det var stor skillnad i förtroende mellan de partier som ingått i Alliansen, och att sympatisörer med Centerpartiet och Liberalerna hyste lika stort förtroende för SVT som sympatisörer med Socialdemokraterna och Vänsterpartiet (mellan 74 procent och 78 procent). Sympatisörer med Miljöpartiet hyste 94 procent mycket/ganska stort förtroende.:26
År 2020 var de största förändringarna hos sympatisörer med KD (+16), MP (-9), S (+8) och C (+6).:20 Emanuel Karlsten, ordförande för Medieakademien, kommenterade "Vi kan till exempel konstatera att SVT och Sveriges Radio delar svenskarna mer än vår syn på Donald Trump."
Enligt Medieakademiens förtroendebarometer 2023 var SVT, bortsett från riksdagspartierna, den organisation där korrelationen mellan förtroende och partisympatier (partipolariserat förtroende) var som störst.:46 Förtroendet för SVT var mer partipolariserande än det för Sveriges regering,:46 och det var det största partipolariserade förtroendet av alla medier i Sverige.:48
SVT gjorde en publikundersökning och använde socialpsykologen Jonathan Haidts moralfundamentsteori. Helena Olsson vid SVT skrev 2020 att "Vad vi ser indikationer på är att de som misstror vårt oberoende tycker att vi är för omhändertagande. Vi är för upptagna av orättvisor och uppfattas vara partiska till förmån för svaga grupper istället för att peka på människans eget ansvar. Forskning visar att just moralfundamenten omsorg och rättvisa är vanligast för socialliberaler och socialister att orientera utifrån. Konservativa däremot utgår från alla sex moralfundament när de formar sina ståndpunkter."

### Journalistisk opartiskhet
Ända sedan den svenska TV-verksamheten kom igång under mitten av 1950-talet har det diskuterats hur företaget och dess medarbetare hanterar kravet på opartiskhet och balans i förhållande politiska ideologier och partier. Programproduktionen har sedan starten på 1950-talet granskats löpande, både av den tidigare Radionämnden, den nuvarande Granskningsnämnden (som granskar enskilda inslag, men inte programproduktionen som helhet över tid) och av olika utredningar. Medieforskaren Bengt Johansson vid Göteborgs universitet har med utgångspunkt i studier av flera olika valrörelser konstaterat att det inte finns något empiriskt stöd för att varken partier till vänster eller höger skulle gynnas systematiskt i public service-mediernas nyhetsmaterial. Johansson menar samtidigt att det inom public service - liksom inom andra nyhetsmedier - finns en systematisk partiskhet till fördel för politiska frågor och partier som stämmer överens med medielogiken.

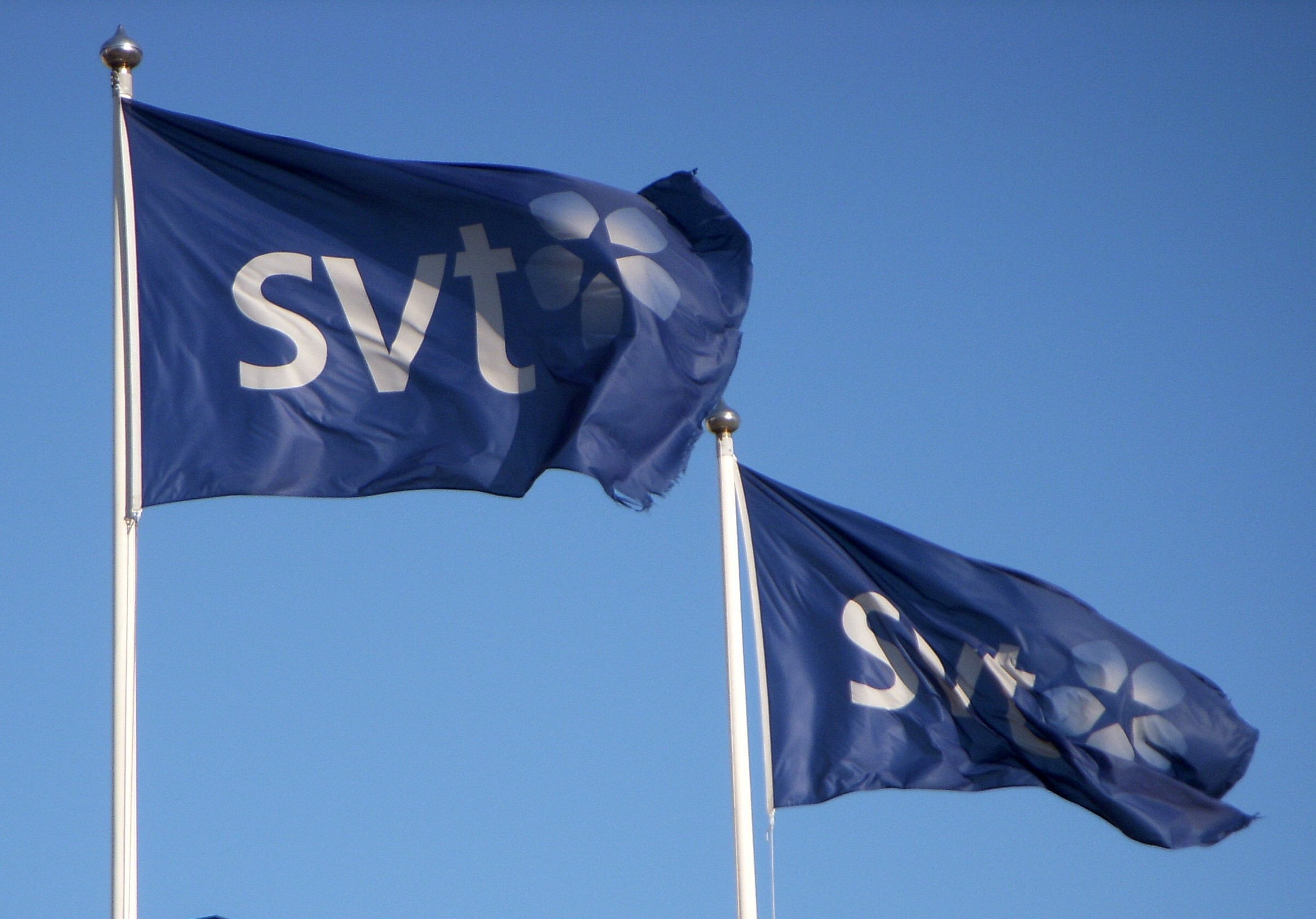
I en forskningsöversikt från 2022 undersökte medieforskaren Bengt Johansson om det fanns någon partipolitisk partiskhet i public service nyhetsmaterial. Han fann inga tecken på att något parti till höger eller vänster gynnades på ett systematiskt sätt. Vissa partier och sakfrågor kunde gynnas om de spelade med i nyhetslogiken.

De studier som har undersökt valrörelser finner ingen systematik i vilka partier som gynnas eller missgynnas i mediebevakningen, utan det är olika från val till val. Johansson menar att public service makt över dagordningen teoretiskt skulle kunna gynna eller missgynna ett visst parti genom att olika politiska sakfrågor lyfts. I sin översikt menar han dock att det ofta är yttre händelser bortom mediernas kontroll som förändrar vilka politiska frågor som prioriteras för dagen.
I en genomgång av mediebevakningen av valrörelser mellan 1979 och 2010 menar Kent Asp och Johannes Bjerling att public service i huvudsak har varit balanserad, med vissa undantag. Till exempel pekar Asp och Bjerling på att Aktuellt och Rapport i viss utsträckning gynnat det borgerliga regeringsalternativet. De noterade även att om ett visst parti upplever en uppgång eller nedgång så kan det leda till att medierna förstärker eller motarbetar partiets trend, inte på grund av politisk logik utan på grund av nyhetslogikens mekanismer.
Johansson pekar på att Sverigedemokraterna - i likhet med andra populistiska partier i England, Italien och Grekland - både fått mycket uppmärksamhet och presenterats i sämre dager än andra partier i Sverige. Johansson lyfter att det möjligen kan förklaras av att partiet uppfattas åsidosätta grundläggande värderingar och utmana rådande samhällsordning. Den negativa bilden kan också förstärkas av att andra partier kritiserar ett populistiskt parti, till exempel Sverigedemokraterna. Även Socialdemokraterna har sedan 1979 fått en mindre gynnsam behandling i public service, i takt med partiets minskande inflytande och väljarstöd. Mest ogynnsamt för partiet var hur Socialdemokraterna presenterades i Rapport.
Diskussioner om SVT-medarbetares partisympatier har återkommande dykt upp i samhällsdebatten. I ett forskningsprojekt rörande journalistkåren i Sverige, som genomfördes 2011–2012 av professor Kent Asp, förklarade omkring hälften av de 93 SVT-journalister som besvarade enkäten att de tyckte bäst om miljöpartiet. Enkätresultatet kritiserades av bland andra Mats Knutson för att bygga på ett alltför svagt underlag, där Knutson pekade på att enbart 93 av 1100 journalister på SVT skulle ha svarat på enkäten. Han menade även att det var osannolikt att journalister som arbetade med politik eller samhällsfrågor skulle uppge eventuella partipreferenser i en enkät. Rapportförfattaren tillbakavisade kritiken och menade att rapportens resultat även var representativ även för politikreportrar.

#### 1960-talets politiska sympatier
En period under SVT:s historia som uppmärksammats är 1960-talet och särskilt starten av TV2 år 1969. Vid starten av kanalen ska det då ha nyrekryterats en stor skara akademiker som många hade vänstersympatier och -bakgrund i ton med tidsandan. I efterhand har bland annat radiochefen Olof Rydbeck, journalisten Åke Ortmark, och journalisten/författaren Jan Guillou vittnat om att det i slutet av 1960-talet tillkom en betydande mängd personer med partisympatier inom den politiska vänstern.
Sedan moderatledaren Yngve Holmberg ifrågasatt balansen i valbevakningen 1968 granskade professor Jörgen Westerståhl nyhetsbevakningen i både radio och TV. Han jämförde utbudet med övriga stora medier i Sverige och kom fram till att inget av de politiska partierna hade missgynnats, även om de fått olika mycket utrymme i sändningarna. Westerståhl studerade även SR:s (inklusive TV) bild av Vietnamkriget och kom fram till att bilden i SR var förhållandevis positiv till FNL och Nordvietnam, medan språkbruket och nyhetskällorna hade en amerikansk dominans.
År 1969 anställdes tre politiskt profilerade journalister på centrala poster inom TV:s nyhetsverksamhet. De tre, Sam Nilsson (tidigare partisekreterare inom moderaterna och senare SVT-chef), Allan Larsson, (senare socialdemokratisk finansminister) och Ivar Peterson (med kopplingar till centerrörelsen) anställdes enligt radiochefen Olof Rydbeck inte på sina politiska meriter, utan för att stärka kontaktytorna inom inrikespolitiken..

## Galleri

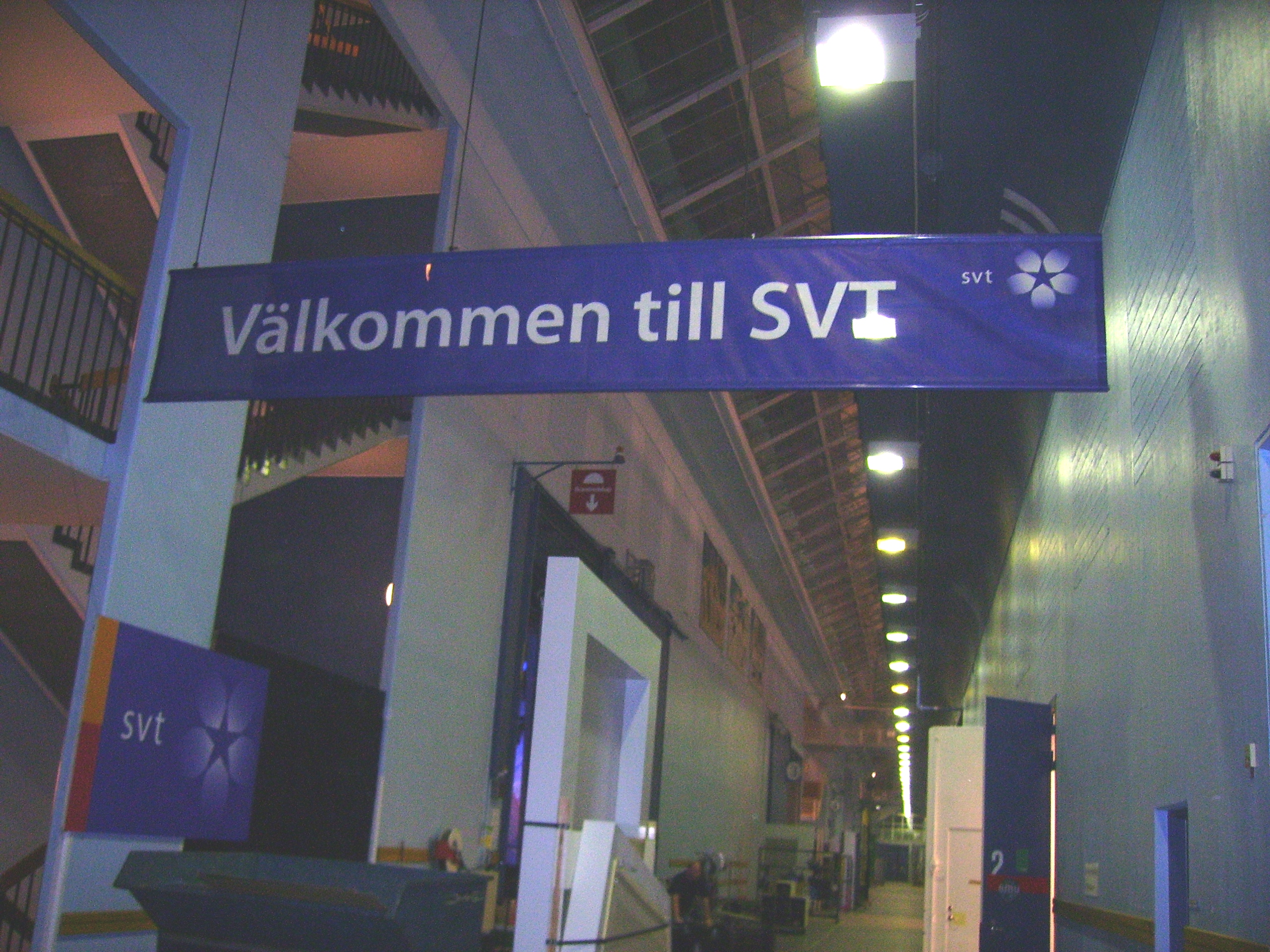
Utanför Studio 1 i TV-huset.
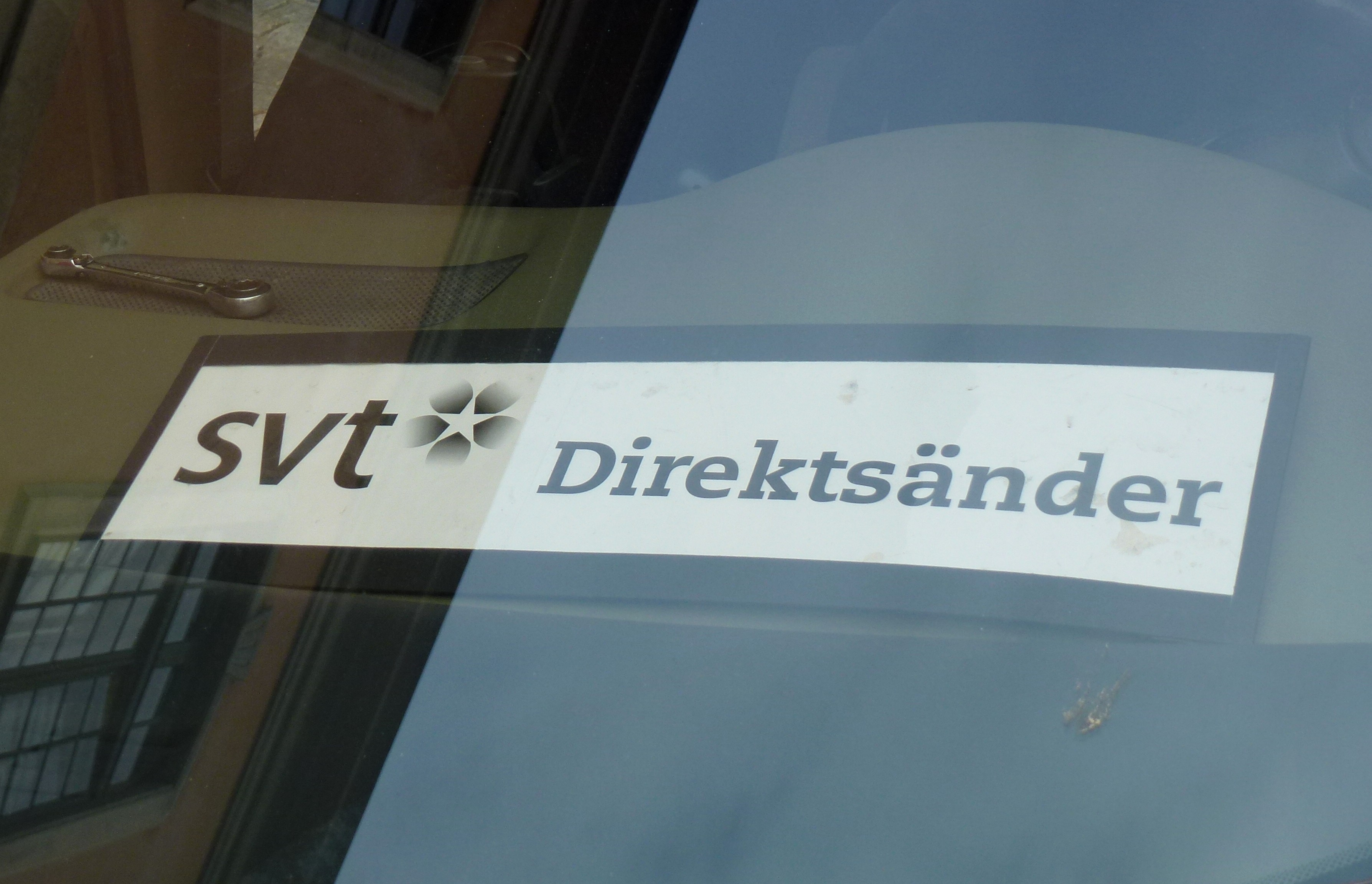
SVT direktsänder (skylt i SVT:s bil)
- Sveriges Television presenterar sig på "Vision 86", Stockholmsmässan 1986.